# جرالد و شارلین گالگو
جرالد آرماند گالگو (انگلیسی: Gerald Armond Gallego) و شارلین ادل ویلیامز (انگلیسی: Charlene Adell Williams) که به صورت خلاصه با نام جرالد و شارلین گالگو (انگلیسی: Gerald and Charlene Gallego) شناخته می‌شوند، دو آدم‌کش زنجیره‌ای و متجاوز اهل آمریکا بودند که در فاصله سال‌های ۱۹۷۸ تا ۱۹۸۰ در منطقه ساکرامنتو، کالیفرنیا فعالیت می‌کردند. این زوج حداقل یازده قربانی را به قتل رساندند. قربانیان این دو عموماً نوجوانان و دختران کم سن‌وسال بودند. شارلین و جرالد، پیش از به قتل رساندن قربانیان از آن‌ها به عنوان برده جنسی استفاده می‌کردند.
جرالد گالگو در ۱۷ ژوئیهٔ ۱۹۴۶ در ساکرامنتو به دنیا آمد. مادرش یک کارگر جنسی و پدرش نیز جنایتکاری خرده‌پا بود که در سال ۱۹۵۵ به جرم به قتل رساندن یک مأمور پلیس هنگام فرار از زندان، اعدام شد. جرالد دوران کودکی و نوجوانی بسیار ناآرامی را پشت سر گذاشت و مدام توسط دوست‌پسرهای متعدد مادر خود مورد حمله فیزیکی قرار می‌گرفت. جرالد نخستین جرم خود را در ۱۰ سالگی و زمانی مرتکب شد که از شدت گرسنگی از خانه همسایه خود دزدی کرد. او در مجموع، ۲۳ بار توسط پلیس بازداشت شده‌است. یک مورد دستگیری او زمانی رخ داد که در سن ۱۲ سالگی از دختری ۶ ساله سوءاستفاده جنسی کرد.
شارلین ویلیامز در ۱۰ اکتبر ۱۹۵۶ استوکتون، کالیفرنیا به دنیا آمد. او در گزارشات به عنوان دختری باهوش، خجالتی و زیبا توصیف شده‌است. ویلیامز خانواده ثروتمندی داشت. پدرش یک تاجر معروف و معاون فروشگاه‌های زنجیره‌ای در کالیفرنیا بود. او به همراه والدینش مدام در سفر و رفت‌وآمد کاری بود. بعد از آنکه مادرش در یک تصادف شدید، آسیب فراوانی دید، ویلیامز مسئولیت مراقبت از مادرش را برعهده گرفت و همچنین به همراه پدرش به محل کار او می‌رفت؛ جایی که همگی قدرت تکلم و هوش او را علی‌رغم سن کمش تحسین می‌کردند.